# Achim Strietzel

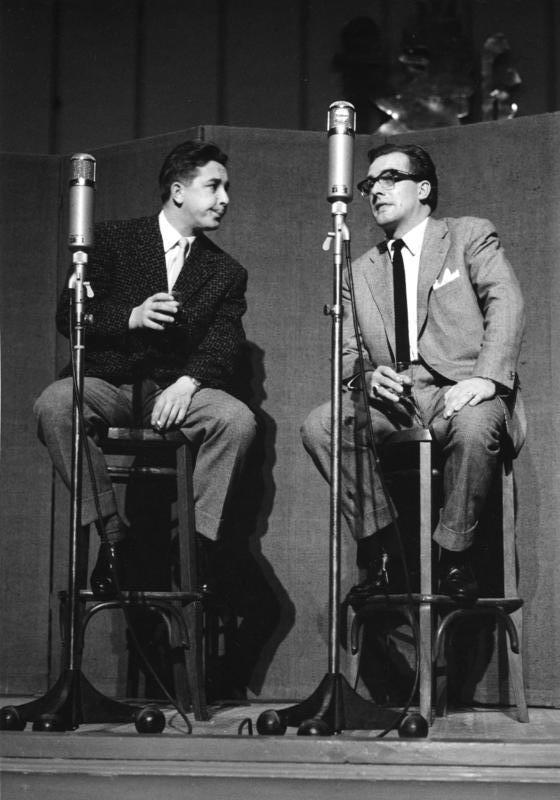
Wolfgang Gruner (links) und Achim Strietzel in Düsseldorf 1956

Achim Strietzel (* 9. Oktober 1926 in Berlin; † 27. November 1989 in München) war ein deutscher Schauspieler und Kabarettist.

## Biografie
Von 1942 bis 1944 besuchte Strietzel die Berliner Theaterschule der Staatstheater, wo er schließlich bei Paul Bildt seine Prüfung zur Bühnenreife ablegte. Danach arbeitete er in Berlin als Bühnenschauspieler unter anderem am Hebbel-Theater. 1951 stieß Strietzel zum Ensemble des politisch-satirischen Kabaretts Die Stachelschweine, dem er bis 1969 als Darsteller angehörte. 1969 wechselte er zum Ensemble des literarisch-politischen Kabaretts Münchner Lach- und Schießgesellschaft, wo er den ausscheidenden Hans Jürgen Diedrich ersetzte. Hier brillierte Strietzel insbesondere durch seine Parodien des damaligen Bundeskanzlers Willy Brandt. Nach der Auflösung der Lach- und Schießgesellschaft 1972 arbeitete er weiterhin als kabarettistischer Kanzlerimitator, etwa für Rudis Tagesshow, und gab als Theaterschauspieler Gastspiele in Frankfurt am Main und Salzburg.
Ab 1953 war Strietzel durch Auftritte in Film und Fernsehen auch einem bundesweiten Publikum bekannt. Trat er zunächst vorwiegend in Fernsehaufführungen der Stachelschweine in Erscheinung (Ach, du liebe Freiheit!), war er ab Ende der 1950er Jahre auch als Schauspieler in Kino- und Fernsehfilmen unterschiedlicher Genre zu sehen. So spielte er neben seinem Kabarett-Kollegen Jo Herbst in der Satire Der Hauptmann und sein Held, in Wolfgang Neuss’ sozialkritischer Komödie Genosse Münchhausen, im Edgar-Wallace-Krimi Der Bucklige von Soho, Franz Seitz’ Schulklamotte Zum Teufel mit der Penne, der Kriminalkomödie Die Herren mit der weißen Weste, Volker Schlöndorffs Böll-Adaption Die verlorene Ehre der Katharina Blum, als Prokurist in der Kafka-Verfilmung Die Verwandlung sowie Egon Monks NS-Drama Die Geschwister Oppermann nach Lion Feuchtwangers gleichnamigem Roman. 1975 sah man ihn zusammen mit Dieter Hildebrandt in der kabarettistischen Fernsehserie Wie behandle ich meinen Chef?. Außerdem hatte er Gastauftritte in Fernsehserien wie Stahlnetz, Derrick, Berliner Weiße mit Schuß und Drei Damen vom Grill. In der ARD-Vorabendserie Der Andro-Jäger, einer deutschen Version der US-amerikanischen Fernsehserie Invasion von der Wega (mit Roy Thinnes), verkörperte Strietzel zwei Jahre den ahnungslosen Vorgesetzten des außerirdischen „Andro-Jägers“ (Lutz Mackensy).
Darüber hinaus arbeitete er auch umfangreich als Sprecher für Hörspielproduktionen, z. B. Captain Blitz und seine Freunde, Röntgenaugen (als „Augen“arzt, WDR 1979) und R.U.R. (BR/RIAS 1978). Als Synchronsprecher lieh er seine Stimme u. a. Jamie Farr (Die Saat der Gewalt), Paul Lynde (Spion in Spitzenhöschen), Kenneth Mars (Die heiße Spur) und dem Geier „Ziggy“ in Walt Disneys Dschungelbuch.
Achim Strietzel starb im November 1989 in München im Alter von 63 Jahren an einem Herzinfarkt. Er wurde auf dem Neuen Südfriedhof in München beigesetzt. Die Grabstätte existiert heute nicht mehr.
Seine Tochter Daniela Strietzel ist ebenfalls als Schauspielerin tätig.

## Filmografie (Auswahl)
- 1954: Ach, du liebe Freiheit!
- 1955: Der Hauptmann und sein Held
- 1958: Stahlnetz: Bankraub in Köln
- 1960: Wir Kellerkinder
- 1962: Genosse Münchhausen
- 1962: Das Leben beginnt um acht
- 1966: Der Bucklige von Soho
- 1968: Zum Teufel mit der Penne
- 1969: Charley’s Onkel
- 1969: Die Witwen
- 1969: Die Herren mit der weißen Weste
- 1970: Merkwürdige Geschichten – Überirdische Melodie
- 1970: Pater Brown – Skandal um Gloria
- 1971: Sonne, Sylt und kesse Krabben
- 1975: Die verlorene Ehre der Katharina Blum
- 1975: Die Verwandlung
- 1975: Derrick: Kamillas junger Freund
- 1981: Ein Kaktus ist kein Lutschbonbon
- 1982–1984: Der Androjäger
- 1983: Das Traumschiff: Kenia
- 1983: Die Geschwister Oppermann
- 1984: Ein kurzes Leben lang
- 1984: Berliner Weiße mit Schuß
- 1985: Drei Damen vom Grill

## Hörspiele (Auswahl)
- 1954: Erich Wildberger: Ring über Ostkreuz (Teil 1) (Otto) – Regie: Curt Goetz-Pflug (SFB)
- 1958: Thierry: Pension Spreewitz (Fräulein Birkels Liebesgeschichte, Folge 7, Erstsendung 8. März 1958) – Regie: Ivo Veit (RIAS Berlin)
- 1951: Thierry: Pension Spreewitz (Bersekow's verunglücktes Familienbild, Folge 88, Erstsendung 13. Mai 1961) – Regie: Ivo Veit (RIAS Berlin)
- 1963: Thierry: Pension Spreewitz (Die Schauspielerin Schill, Folge 129, Erstsendung 2. Februar 1963) – Regie: Ivo Veit (RIAS Berlin)
- 1959: Peter Groma: Die Gebrüder Sass (Franz Sass) – Regie: Hans Drechsel (SFB)
- 1961: Robert T. Odeman: Alles wegen Kaiser Hadrian (Vera Petersen) – Regie: Hans Drechsel (SFB)